# Dust (Laurel Halo)
Dust è il terzo album dell'artista americana di musica elettronica residente a Berlino Laurel Halo. È stato rilasciato il 23 giugno 2017 da Hyperdub. L'album presenta contributi di Eli Keszler, Julia Holter, Michael Salu e Max D tra gli altri artisti, ed è stato preceduto dal singolo Jelly, con Klein e Lafawndah.

Al momento della sua uscita, Dust è stato accolto positivamente dalla critica musicale, con un punteggio complessivo ponderato su Metacritic di 84 su 100 sulla base di 18 recensioni, indicando "un plauso universale". Scrivendo per The Guardian, Ben Beaumont-Thomas ha definito l'album "un trionfo dell'impressionismo, dove il digitale e l'organico coesistono in un insieme radicalmente bello", definendolo elettronico." Nella sua recensione per AllMusic, Paul Simpson ha descritto Dust come, "molto disorientante e non sempre facile da afferrare, ma non si avvicina mai a suonare come qualsiasi altra cosa, e i suoi momenti migliori sono molto avvincenti."

## Tracce
1. Sun to Solar – 5:33
2. Jelly – 4:55
3. Koinos – 2:50
4. Arschkriecher – 1:35
5. Moontalk – 4:24
6. Nicht Ohne Risiko – 1:41
7. Who Won – 3:44
8. Like an L – 3:58
9. Syzygy – 6:30
10. Do U Ever Happen – 5:14
11. Buh-Bye – 3:14